# Orchard Court

Orchard Court (en français « Le Verger ») est le nom d'un hôtel particulier londonien qu'utilisa pendant la Seconde Guerre mondiale la section F du service secret britannique Special Operations Executive (SOE).
C'est dans cet hôtel particulier que les responsables de la section F rencontraient les agents, de manière à éviter de leur faire connaître la véritable adresse du quartier général, ce qui aurait fait courir le risque qu'ils la révèlent à l'ennemi en cas de capture. Ce système simple fut assez efficace pour que les chauffeurs de taxi londoniens et les services de sécurité allemands soient convaincus qu'il s'agissait de l'adresse véritable du quartier général de la section F. C'est au point qu’« Orchard Court » fut employé parfois comme synonyme de « section F ».
L'adresse complète de l'immeuble était : Orchard Court, Portman Square, London. Il était situé dans les beaux quartiers de West End, à l'extrémité de Baker Street, derrière les grands magasins Selfridge's.
La section F occupait tout un étage réservé aux séance de travail : briefing des agents avant leur départ en mission et débriefing à leur retour de mission.
Deux caractéristiques ont souvent été relevées par les agents :
- le maître d'hôtel nommé Arthur Park. Ancien garçon de courses de la succursale parisienne de la Westminster Bank, il était doué d'un prodigieuse mémoire. Il connaissait tous les agents par leur pseudonyme et avait le don de recevoir chacun avec cordialité et de faire en sorte que les agents ne se rencontrent pas si les exigences de sécurité le recommandaient.
- la salle de bains carrelée de noir, avec un bidet en onyx.

D'Orchard Court, partait vers l'est une allée d'anciennes écuries se terminant en impasse, mais avec une porte, qui n'était autre que l'entrée de derrière du 10, Duke Street, qui fut le siège du BCRA à partir de mars 1942. Maurice Buckmaster, chef de la section F du SOE et André Dewavrin, chef du BCRA prirent l'habitude de régler les désaccords qui surgissaient entre leurs équipes respectives en faisant les cent pas dans cette allée.

## Sources
- Michael R. D. Foot, Des Anglais dans la Résistance. Le Service Secret Britannique d'Action (SOE) en France 1940-1944, annot. Jean-Louis Crémieux-Brilhac, Tallandier, 2008,  (ISBN 978-2-84734-329-8). Traduction en français par Rachel Bouyssou de (en) SOE in France. An account of the Work of the British Special Operations Executive in France, 1940-1944, London, Her Majesty's Stationery Office, 1966, 1968 ; Whitehall History Publishing, in association with Frank Cass, 2004. Ce livre présente la version officielle britannique de l’histoire du SOE en France. Une référence essentielle sur le SOE.
- Peter Churchill, Missions secrètes en France, 1941-1943, Presses de la Cité, 1967.
- Marcel Ruby, La Guerre secrète. Les réseaux Buckmaster, Éditions France-Empire, 1985.
- Noreen Riols, Ma vie dans les services secrets. L’école des espions de Churchill, traduction de Robert Pépin, Calmann-Lévy, 2014,  (ISBN 978-2-7021-5526-4)